# Pierre Semard
Pierre Semard, né le 15 février 1887 à Bragny-sur-Saône (Saône-et-Loire) et mort fusillé par les Allemands le 7 mars 1942 à la prison d'Évreux (Eure), est un syndicaliste français, secrétaire général de la Fédération des cheminots (CGT)  et dirigeant du Parti communiste français, dont il fut secrétaire général de 1924 à 1929.

## Biographie

### Enfance et Jeunesse
Fils d'un cantonnier des chemins de fer, et d'une garde-barrière du réseau PLM, Pierre Semard passe son enfance dans la campagne bourguignonne à Villeneuve-sur-Yonne, où ses parents travaillent après avoir quitté l'agriculture et la Bresse. En raison de la mort de son père, il commence à travailler en 1898, après avoir passé son certificat d'études, chez un notaire d'abord, puis chez de nombreux autres employeurs. En 1904, il se rend à Paris et exerce divers petits métiers : apprenti charcutier, vendeur de journaux, débardeur aux Halles. En 1906, il retourne en Bourgogne, dans l'Yonne où il gagne sa vie comme charcutier et comme cuisinier. Il se rend ensuite à Lyon puis à Valence où il se fixe finalement en s'engageant pour trois ans dans l'armée. Il est promu au grade de brigadier. Bon danseur, il s'insère facilement dans la société locale. Il trouve également du temps pour lire et arrondit sa solde en gagnant des courses cyclistes. Il épouse en décembre 1909 une jeune Valentinoise avant de revenir à la vie civile.
Il passe alors un examen pour entrer aux chemins de fer comme employé aux écritures. En 1912, il entre au secrétariat du chef de gare de Valence. C'est là qu'il devient militant syndical.

### Militant syndical
À la déclaration de guerre, en 1914, étant père de trois enfants, il est mobilisé sur place[réf. souhaitée]. Son engagement syndical lui vaut d'être muté du secrétariat du chef de gare au service des trains. En 1917, il représente la section de Valence au premier congrès de l'union des syndicats du PLM qui se tient à Avignon. D'après Serge Wolikow, les fonctions qu'il avait exercées au secrétariat du chef de gare auraient freiné son accession aux responsabilités syndicales. Toujours mobilisé fin 1918, il est envoyé en Belgique.

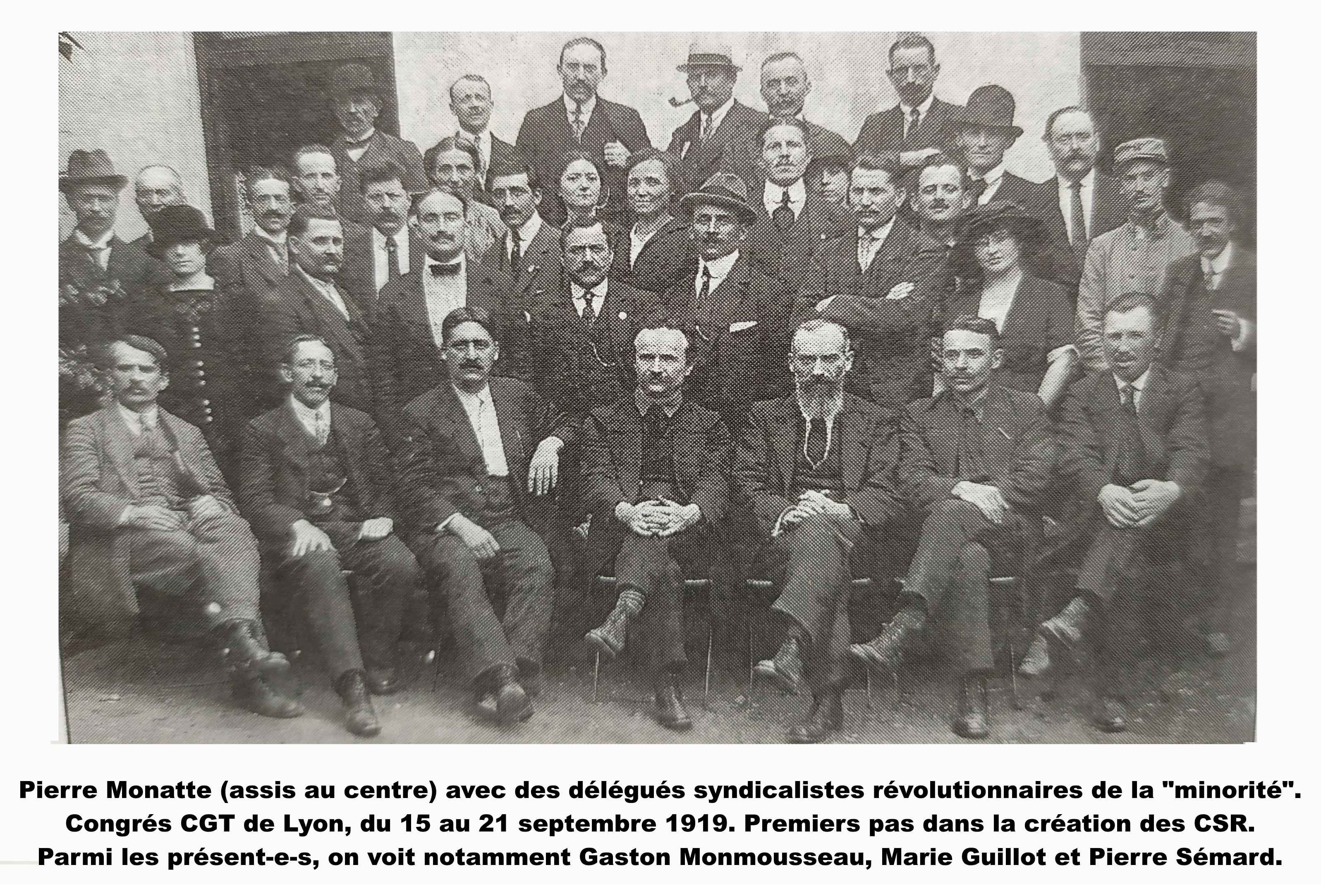
Pierre Semard parmi les autres délégués syndicalistes révolutionnaires au congrès CGT de Lyon, septembre 1919, autour de Pierre Monatte.

Sa femme atteinte par la grippe espagnole meurt le 3 mars 1919. Le 13 août, Pierre Semard devient secrétaire général d'une « Ligue de défense et d'action contre les mercantis et les spéculateurs » nouvellement créée et qui regroupe des commerçants et artisans avec des ouvriers. Il reste avant tout le dirigeant des cheminots de la Drôme et déploie une activité militante de plus en plus intense en faveur des idées du syndicalisme révolutionnaire s'inspirant de la Révolution française et de la jeune révolution russe.
C'est à partir de 1920 que Pierre Semard commence à jouer un rôle national. Il est l'un des rares dirigeants du syndicat de l'union PLM à exprimer des doutes sur les nationalisations comme mot d'ordre mobilisateur. Révoqué du PLM pour fait de grève, il épouse en secondes noces une ancienne employée du PLM également révoquée. Il devient alors gérant de la coopérative des cheminots pour subvenir aux besoins de sa famille.
Il reprend rapidement son activité syndicale. Il se situe dans le camp des minoritaires, révolutionnaires, contre les réformistes. Au printemps 1921, les minoritaires dominent le syndicat du Réseau PLM, et Pierre Semard, secrétaire à la propagande du syndicat, dénonçant les menaces d'exclusion brandies par la direction de la CGT, déclare : « si les minoritaires d'aujourd'hui deviennent les majoritaires de demain, ils n'excluront pas leurs camarades minoritaires ». En juin 1921, Pierre Semard est élu secrétaire général de la Fédération des cheminots, qui est dans une période particulièrement mouvementée puisque les syndicats qui avaient refusé de reconnaître le nouveau changement de majorité en faveur des révolutionnaires ont quitté la Fédération. C'est à la suite de cette nouvelle responsabilité syndicale que Semard quitte Valence pour Paris.
Pierre Semard joue alors un rôle de première importance dans la fondation de la CGTU. Dans La Vie Ouvrière, il se prononce pour des conceptions syndicalistes révolutionnaires anti-bureaucratiques et dénonce la centralisation bureaucratique. Il réclame la restauration de l'ancien rôle des bourses. En décembre 1921, il signe la motion Mayoux hostile au contrôle du parti sur l'activité syndicale.
Lors du Ier congrès de la CGTU, à Saint-Étienne, en juin 1922, il prend la parole comme membre de la tendance Monmousseau, favorable à une position centriste : il refuse la liaison avec le Parti communiste et propose que la CGTU entre dans l'Internationale syndicale rouge (ISR) pour y défendre son point de vue.

### Dirigeant communiste

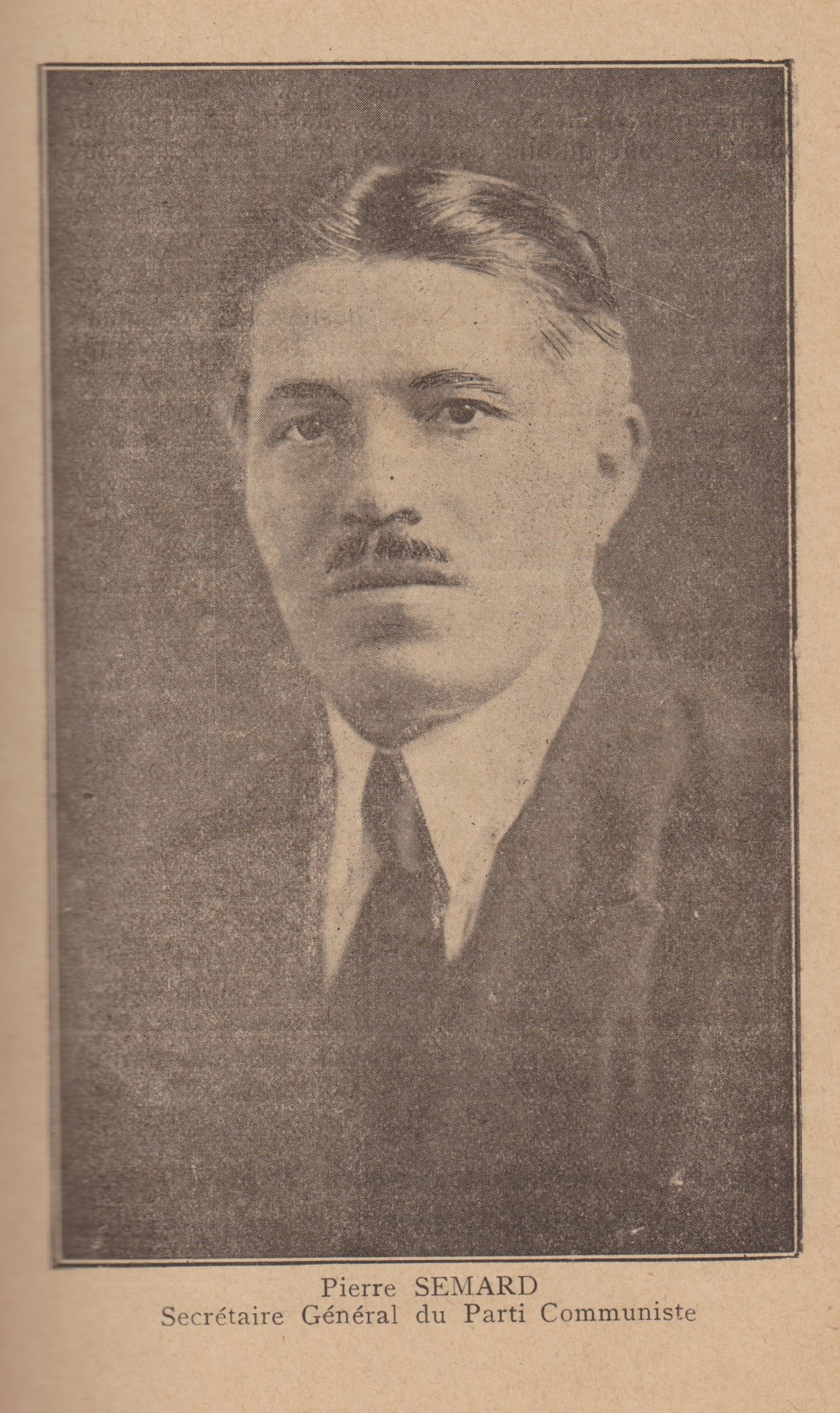
Pierre Semard en 1924, secrétaire général du Parti communiste (SFIC).

À Moscou en novembre 1922 en compagnie de Gaston Monmousseau, il rencontre Lénine qui fait des concessions à ses interlocuteurs, si bien que de retour en France, Semard justifie l'adhésion de la CGTU à l'ISR. Il s'engage ensuite aux côtés du parti communiste dans l'action commune engagée contre l'occupation de la Ruhr. C'est pour cette raison qu'en 1923 il est arrêté et incarcéré quelques mois à la prison de la Santé. Pendant son emprisonnement, il écrit de nombreux articles dans La Vie ouvrière où il plaide notamment pour un syndicalisme de masse ouvert n'affirmant aucune doctrine.
Bien qu'ayant des divergences de vues avec l'Internationale communiste (IC), il devient en juillet 1924 le secrétaire général du PC français (SFIC) après être entré au Comité central de celui-ci quelques mois auparavant, lors du IIIe Congrès tenu à Lyon en janvier 1924
Pierre Semard avait adhéré à la SFIO dès 1916, mais n'avait pas joué de rôle politique dans la Fédération de la Drôme. En 1921, il était dans la majorité du Congrès de Tours et avait donc adhéré au jeune parti communiste. À la fin de l'année 1923, membre de la commission syndicale du parti alors dirigée par Pierre Monatte, il se distingue des dirigeants autoritaristes comme Suzanne Girault ou Albert Treint. Mais il ne se solidarise pas non plus des dirigeants historiques, Boris Souvarine, Alfred Rosmer, Pierre Monatte, exclus en 1924.
En fait, et en accord avec l'IC, Suzanne Girault et Albert Treint continuent à diriger le parti jusqu'à la fin de 1925 tandis que Pierre Semard s'occupe des questions syndicales. Il organise des réunions régulières entre les directions du parti communiste et de la CGTU. Tout au long des années vingt et trente, il œuvre en faveur d'un syndicalisme révolutionnaire inspiré des révolutions française et russe.
À la fin de l'année 1925, le parti communiste, en accord avec Manouilsky, remet en cause la ligne sectaire incarnée par Girault et Treint, et Semard arrive au premier plan pour appliquer la nouvelle politique de front unique avec les socialistes. C'est la première alliance antifasciste. Ce fut l'orientation du Ve congrès (Lille), en 1926. C'est à cette époque que Semard, en opposition avec Doriot, Monmousseau et Treint, parvient à imposer Maurice Thorez comme secrétaire à l'organisation. Malgré les critiques de Boukharine qui reprochait au parti français de ne pas avoir su éviter le retour de Poincaré, Semard reçut le soutien de la plupart des dirigeants de l'Internationale communiste. Dans son discours de clôture lors du VIIe plénum de l'IC, Semard tente d'expliquer les réalités de la vie politique française et exprime publiquement son irritation devant ce qu'il appelait les « censeurs » du PCF qui lui faisaient la leçon.
Durant le premier semestre 1927, Semard continue de défendre le principe d'un équilibre dans les relations entre l'IC et sa section française. Il s'oppose également aux critiques de l'ISR qui préconisait une fusion partielle entre la CGT et la CGTU, alors que les dirigeants de la CGTU préféraient se limiter à des contacts et des négociations entre les deux confédérations. Les relations avec l'Internationale communiste restent par conséquent tendues, et lorsqu'une commission française est mise en place par le secrétariat de l'IC, Semard mandate Maurice Thorez pour qu'il expose les positions du parti français. Il recherche également l'appui de Staline et conduit la délégation du PCF au VIIIe plénum de l'IC, fin mai 1927.
De retour à Paris, Semard est de nouveau arrêté, pour la cinquième fois, pour des actions contre la guerre du Rif que la France mène au Maroc. Il est emprisonné à la Santé, où après en être sorti en profitant, sans le savoir, de l'évasion de Léon Daudet, y retourne et séjourne jusqu'en janvier 1928. Thorez lui confirme que l'IC est en désaccord avec les positions du parti français et réclame une rupture électorale avec les socialistes. Semard n'accepte pas de pratiquer une tactique électorale, selon lui gauchiste, qui risque d'isoler le PCF et de lui faire perdre les bénéfices résultant depuis un an, de sa politique de front unique. C'est en ce sens que début novembre 1927, il adresse au Comité central, une lettre, cosignée avec ses camarades détenus à la Santé.
Il reprend ses fonctions de secrétaire général en janvier 1928 et se retrouve attaqué au sein de l'IC, notamment par Palmiro Togliatti qui l'accuse d'avoir dissimulé au Bureau politique les divergences à l'égard des prescriptions de l'IC. Lors du VIe congrès de l'IC, en août 1928, Semard intervient en séance plénière pour demander qu'on n'assimile pas social-démocratie et fascisme. Il accepte cependant d'être au sein du parti français le porte-parole de la ligne de l'IC à laquelle il s'est opposé.
L'affaiblissement du rôle de Semard est alors concrétisé par la décision de supprimer le poste de secrétaire général, en septembre 1928. Il est alors chargé de la région parisienne. Sa rétrogradation ne fut jamais justifiée officiellement par des raisons politiques. C'est alors que la presse socialiste et celle du Parti d'unité prolétarienne font état de policiers au sein du parti communiste et mettent en cause Pierre Semard qui vit une période difficile, obligé de se défendre de ces rumeurs ; découragé et fatigué il réclame d'être, au moins temporairement, relevé de toutes ses fonctions.

### Retour au syndicalisme: le dirigeant national des cheminots
De 1932 à 1933, on s'interroge sur la nature des responsabilités de Semard au sein du parti français, mais surtout au sein de l'Internationale. Il réside quelque temps à Moscou en tant que membre du secrétariat international du PCF, et il s'y occupe des questions paysannes. Il demeure jusqu'à la guerre membre du Bureau politique du Parti communiste français, réélu lors des VIIe (1932), VIIIe  (1936) et IXe (1937) Congrès de celui-ci

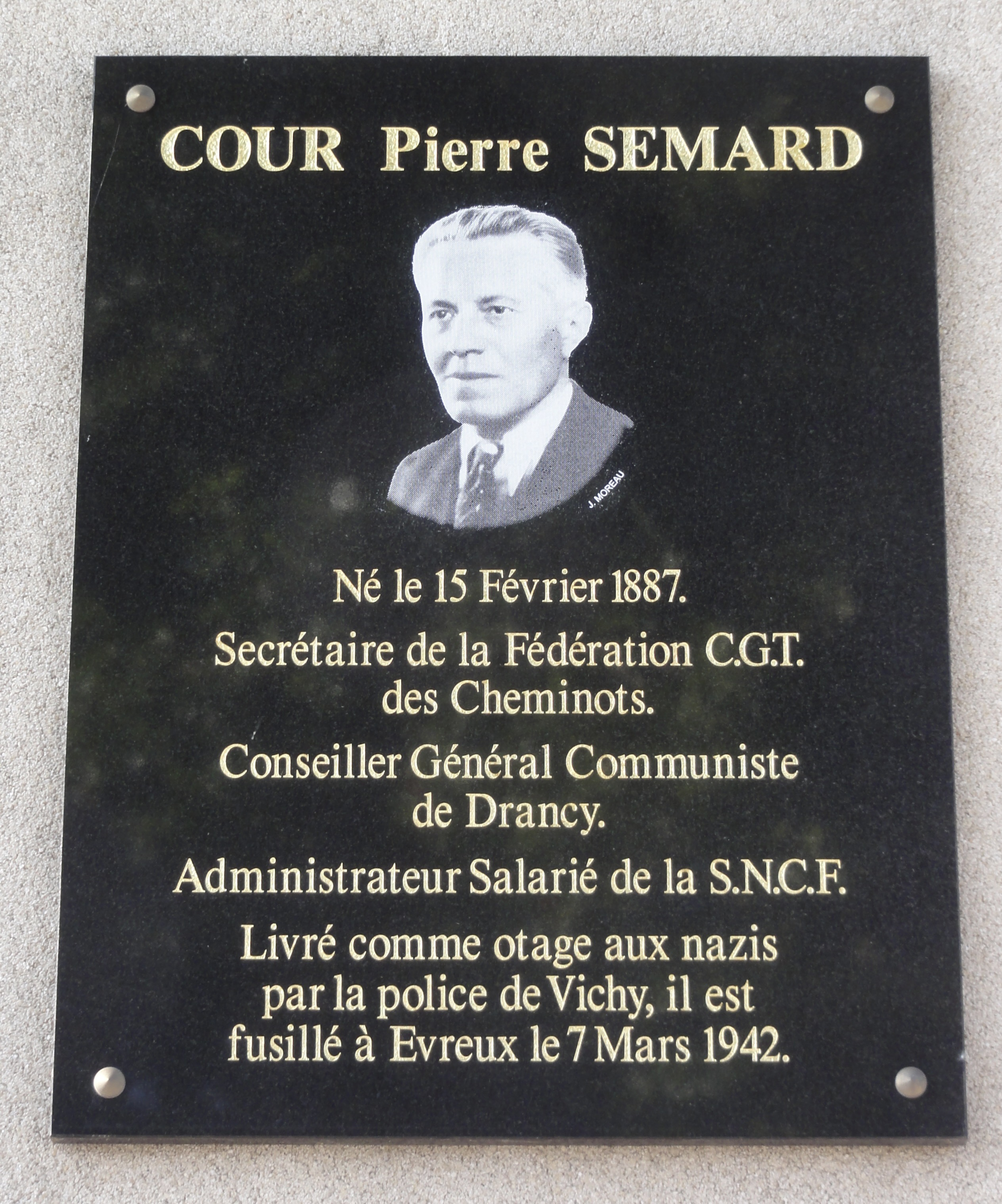
Dans la gare SNCF de Tergnier (Aisne), plaque mémorielle « cheminote ».

À l'automne 1933, Semard renoue avec le syndicalisme : le bureau confédéral de la CGTU décide, en accord avec l'Internationale syndicale rouge (ISR), de l'affecter à la Fédération des cheminots qui l'élit secrétaire général le 26 juin 1934. Lors du congrès de fusion entre la CGT et la CGTU, le 24 novembre 1935, il est élu au secrétariat de la fédération réunifiée comme secrétaire général aux côtés de Jean Jarrigion qui représente les ex-confédérés. La fédération des cheminots rassemble 165 000 syndiqués en 1935. Le boom de la syndicalisation au moment du front populaire la fait passer à 370 000 adhérents en 1937. Après les Métaux et le Bâtiment, les Cheminots sont la troisième fédération de la CGT en nombre de syndiqués.
En juin 1936, il fait partie de la délégation syndicale qui rencontre Léon Blum et les ministres concernés. Le gouvernement promet d'intervenir auprès des compagnies pour l'octroi de 21 jours de congé, les 40 heures, les conventions collectives et la réintégration des révoqués de 1920. En contrepartie, la direction fédérale s'engage à éviter une occupation des chemins de fer. Le gouvernement du Front populaire  le nomme membre du conseil consultatif des chemins de fer, celui-là même au sein duquel se discute la création de la SNCF. Il en est membre de 1936 à 1938.
Au nom de la CGT, Pierre Semard se prononce en faveur de la nationalisation. Lorsque la SNCF est créée le 1er janvier 1938, il est un des quatre administrateurs issus de la représentation syndicale. La représentation des salariés au Conseil d'Administration de cette première entreprise nationale d'économie mixte est une nouveauté. Malgré leur demande à plus de participation, les syndicalistes n'ont que 4 représentants au Conseil d'administration sur un total de 33 membres... Mais il est institué une "Caisse de prévoyance" paritaire chargée de gérer l'assurance sociale des cheminots et de leur famille. Le 14 octobre 1938 les premières élections au conseil d'administration de cette caisse de prévoyance prouvent la représentativité de la CGT qui obtient 85 % des voix. Malgré ses multiples responsabilités Pierre Semard se rend souvent sur la frontière espagnole pour s'occuper de l'acheminement de l'aide matérielle à la République espagnole. (Voir Gaston Cusin)
Il souhaite explicitement que la force syndicale puisse éviter d'en venir à la grève générale des chemins de fer dont il rappelle les risques qu'elle comportait. À ceux qui critiquent la participation des secrétaires fédéraux aux instances de la SNCF, Semard oppose la nécessité d'une représentation du personnel agissant sur mandat de l'organisation syndicale. Lors du XXVe Congrès de la CGT, tenu à Nantes du 14 au 17 novembre 1938 il intervient en tant que l'un des leaders du courant unitaire et précise :
"Il faut l'union et l'action du peuple travailleur, de tout ce peuple qui est attaché à la démocratie à la sauvegarde des libertés acquises et au progrès social. Il s'agit d'une union du peuple travailleur pour empêcher et briser toute agression fasciste, qu'elle soit de l'intérieur ou de l'extérieur."
Au lendemain de l'échec de la grève interprofessionnelle du 30 novembre 1938, il est révoqué du Conseil d'administration de la SNCF, comme son collègue Jarrigion, au prétexte d'avoir signé des tracts qui appelaient à la grève. Le conseil de discipline le rétrograde au rang d'employé aux écritures.

### La Seconde Guerre mondiale

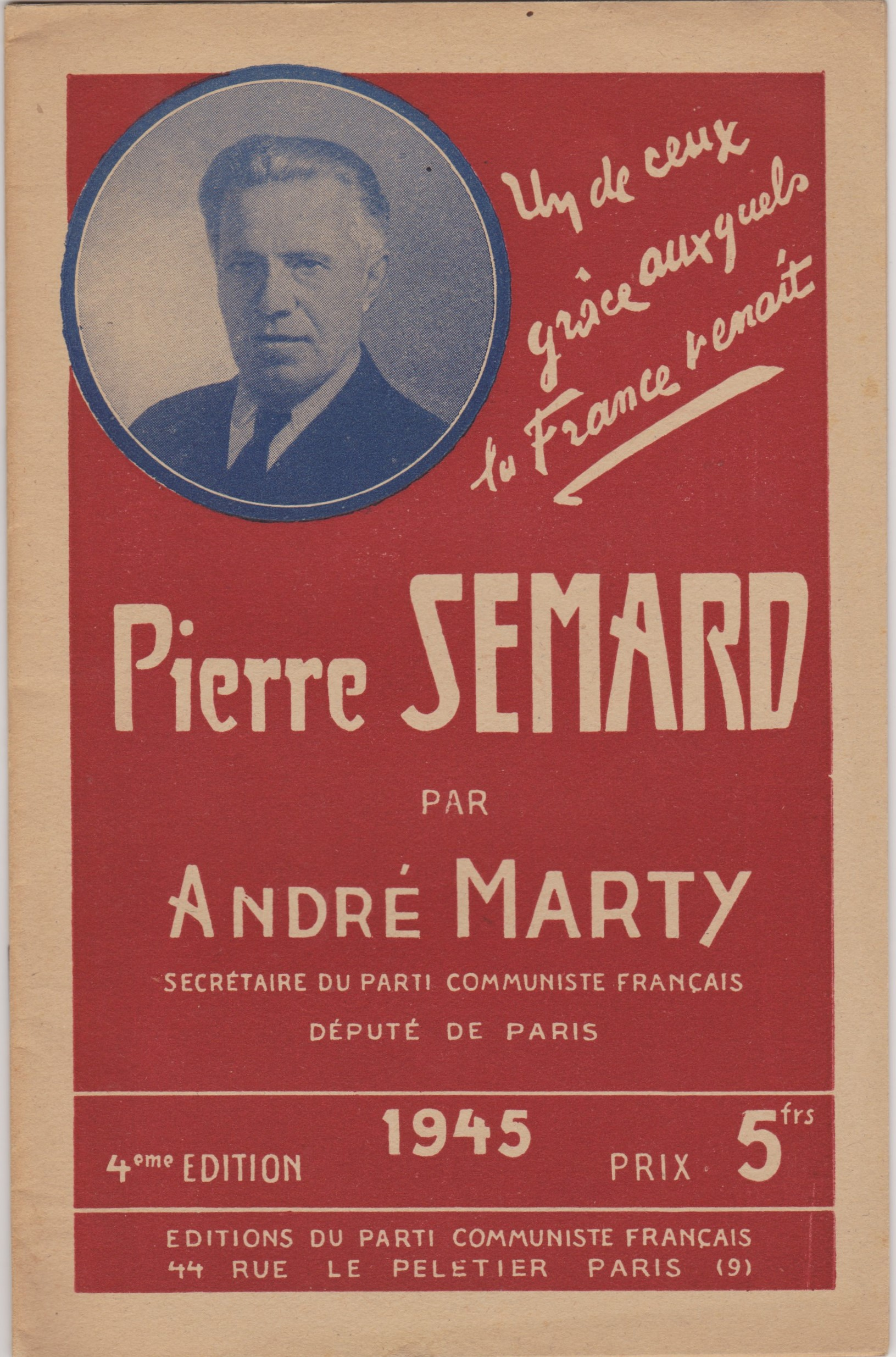
Brochure éditée par le Parti communiste français en appui à la célébration de son œuvre et de sa vie.

À la suite du Pacte germano-soviétique, l'unité du Bureau fédéral de la Fédération des Cheminots CGT vole en éclats et les ex-confédérés (CGT) décident, le 25 septembre 1939, d'exclure Semard et ses camarades des fonctions dirigeantes et le licencient de son poste de permanent syndical... Il est aussi révoqué de son mandat de conseiller général de la Seine. Arrêté à Loches (où il a repris son travail de cheminot) le 20 novembre 1939, Pierre Semard est, une fois encore, incarcéré à la Santé par le juge d'instruction militaire sous l'inculpation de détournement de fonds (plainte de ses anciens « camarades » confédérés) et d'infraction au décret du 26 septembre 1939 concernant la dissolution du PCF. En dépit du témoignage favorable lors de son procès de Marcel Bloch, ingénieur en chef du matériel et des ateliers à la SNCF, il est condamné à trois ans de prison. Le 9 mai 1940, la SNCF le révoque. Transféré à la prison de Fresnes, il en est évacué le 20 mai 1940, et est incarcéré à Bourges. Il met à profit son emprisonnement pour écrire et entretenir une correspondance abondante avec son épouse et ses enfants, notamment sa fille Yvette. Il reste très attentif aux problèmes de sa famille. Son épouse est arrêtée en août 1941, puis sa fille Yvette, au début de 1942.
Au début 1942, Pierre Semard est transféré de Bourges au camp d'internement de Gaillon où il se retrouve avec les détenus de droit commun. Le 6 mars, on l'envoie à la prison d'Évreux. Livré à leur demande comme otage aux autorités allemandes, il est fusillé le 7 mars 1942. Parmi les otages fusillés ce 7 mars 1942 figurent d'autres militants syndicalistes (dont Corentin Cariou et René Le Gall, conseillers municipaux communistes de Paris) et Pierre Rigaud, ancien dirigeant de la Fédération des jeunesses communistes de France et ancien secrétaire de Maurice Thorez. Les nazis choisissent leurs victimes de façon emblématique.

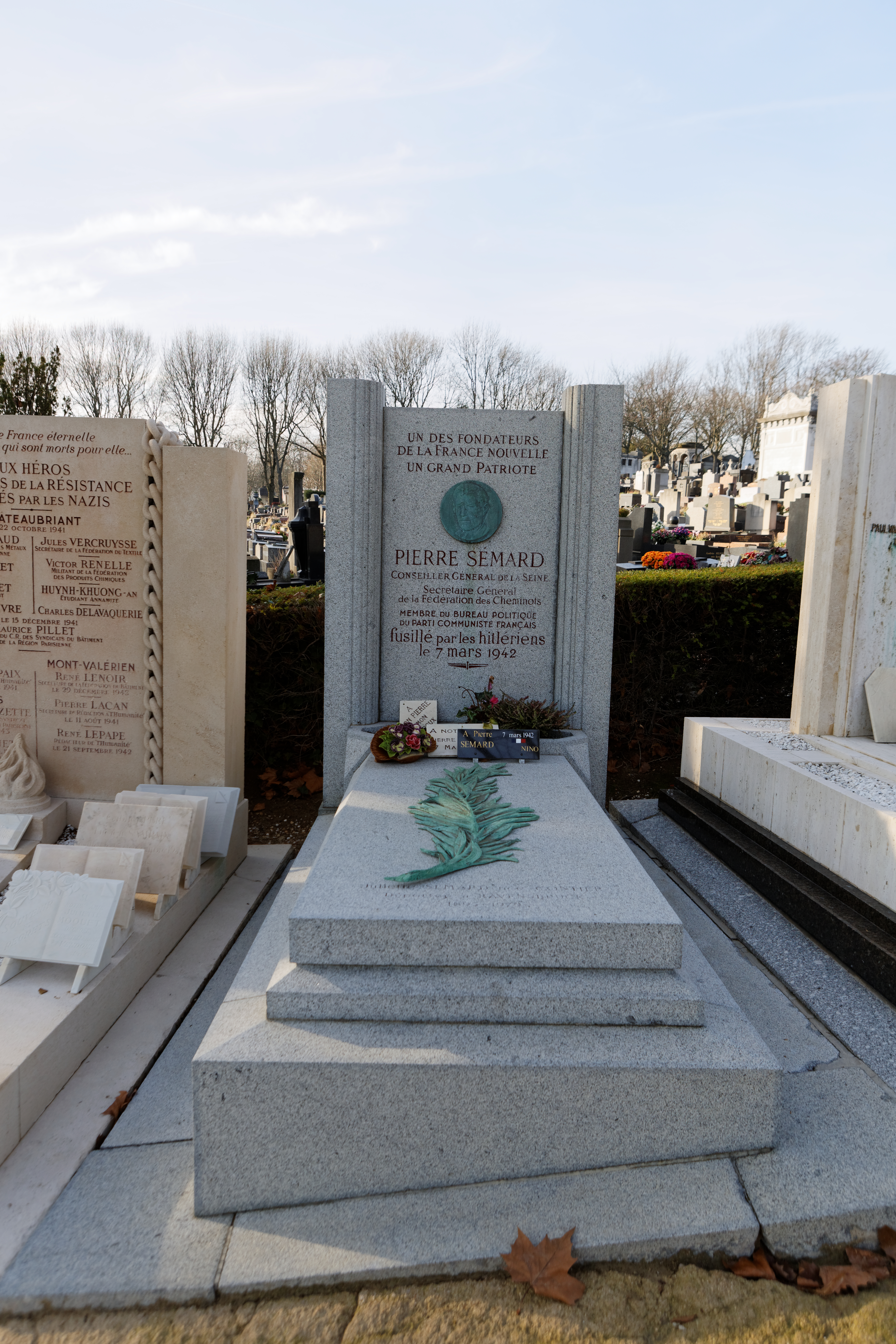
Tombe de Pierre et Juliette Semard, au cimetière du Père-Lachaise - Division 97.

Pierre Semard est inhumé, après la guerre, au cimetière du Père-Lachaise, à Paris. Ses obsèques solennelles et officielles ont lieu le 10 mars 1945,.
Son épouse Juliette Semard, née Contier (1895-1979), qui fut déportée à Ravensbrück, sera inhumée à ses côtés.
Sa fille Yvette, résistante, fut arrêtée et emprisonnée, et le compagnon de celle-ci, André Berthelot est fusillé par les Allemands au Mont-Valérien le 26 février 1943.
Il est l'oncle de Simone Abat (1915-1944) communiste et résistante, tuée en mission.

## Récapitulatif des mandats
- électoral
  - Conseiller général de la Seine : 1935 - 1940[22]
- politiques
  - Comité central du Parti communiste français : janvier 1924 - 1942
  - Bureau politique : 1924 - 1942
  - Secrétariat général du PCF: juin 1924 - 1929[23]
  - Membre du Présidium de l'Internationale communiste : 1924 - mars 1931
- syndicaux
  - Secrétaire général de la Fédération CGT, puis CGTU des Chemins de fer : juin 1921 - juin 1924[24]
  - Commission exécutive de la CGTU : 1922 - 1935
  - Bureau confédéral de la CGTU : 1933 - 1935
  - Secrétariat général de la Fédération CGTU puis CGT des travailleurs des chemins de fer : juin 1934 - 1942[25]
  - Membre du Conseil d'administration de la SNCF : 1938

## Œuvres
- Pour le Front unique des transports, 1923
- La Guerre du Rif, 1925.
- Histoire de la Fédération des cheminots, 1934.
- Transports en commun bon marché, 1936.
- « Entretien avec Lénine à l'occasion du IIe congrès du profintern », (retraduit du russe), Lénine tel qu'il fut, souvenirs de contemporains, t. 2, Moscou, 1959.

## Mémoire et hommages

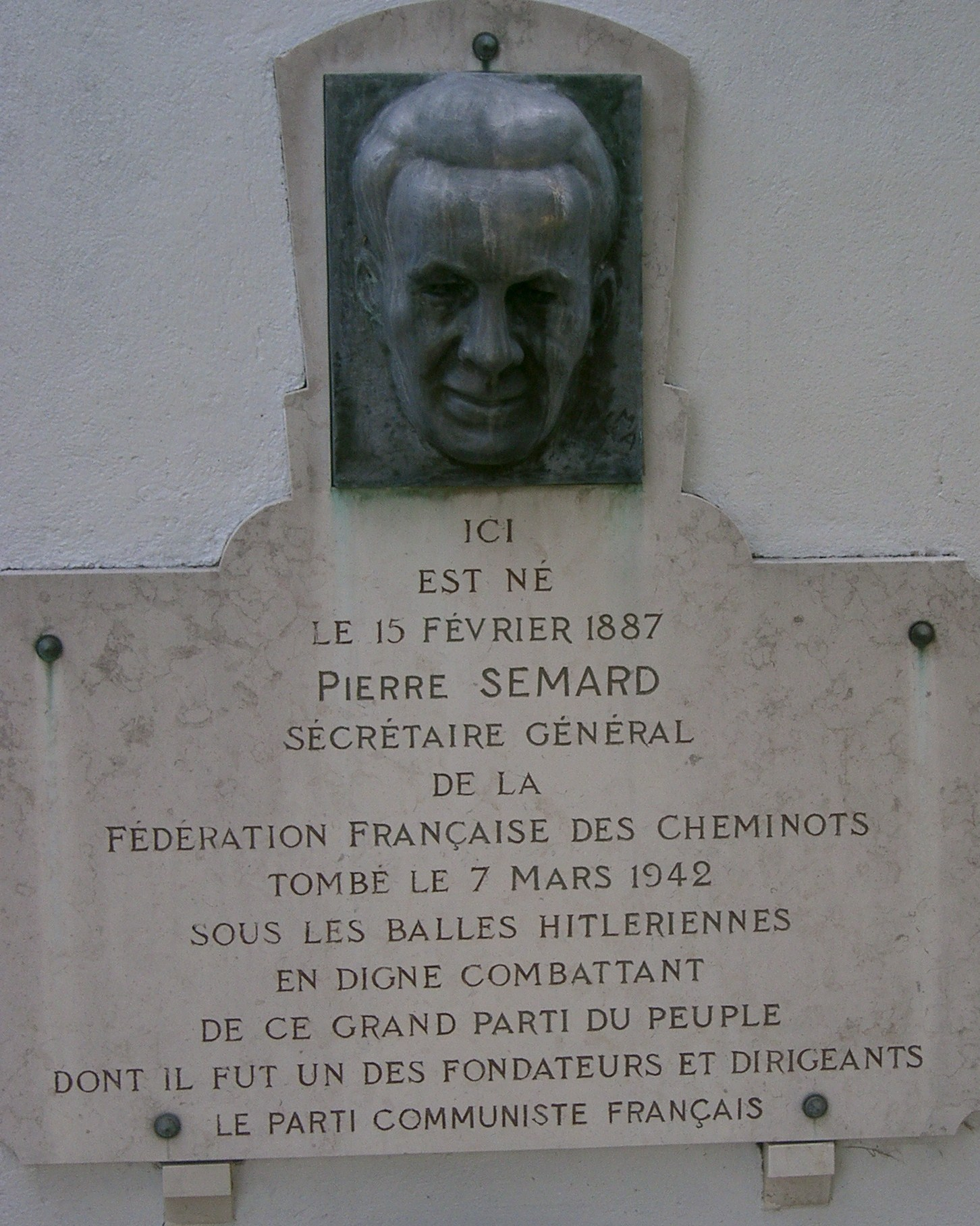
Stèle en hommage à Pierre Semard, Bragny-sur-Saône.

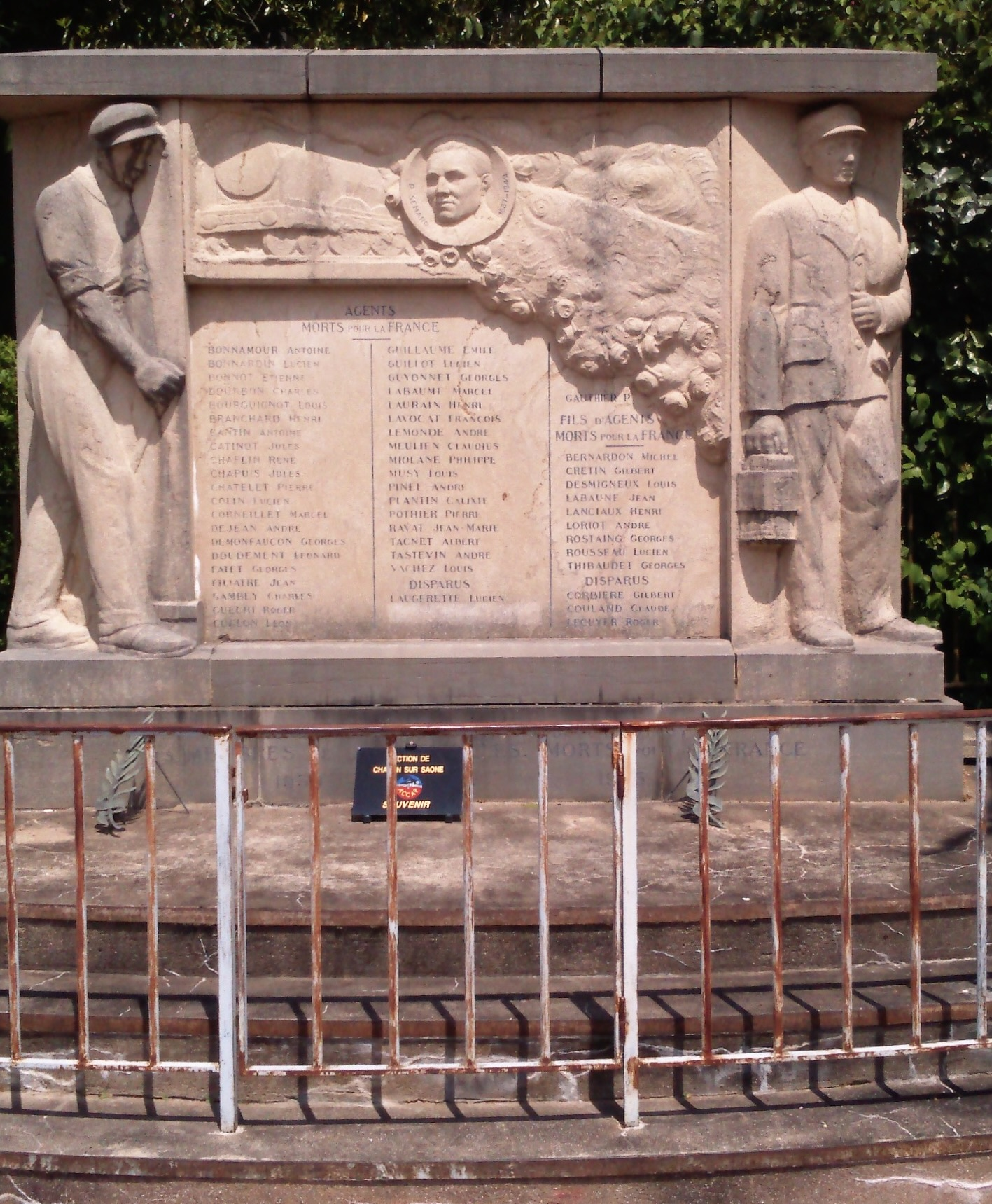
Monument commémoratif aux cheminots de la région de Chalon-sur-Saône, morts en 1940-1945. Pierre Semard est en médaillon central. Monument situé place Pierre-Semard, devant la gare SNCF.

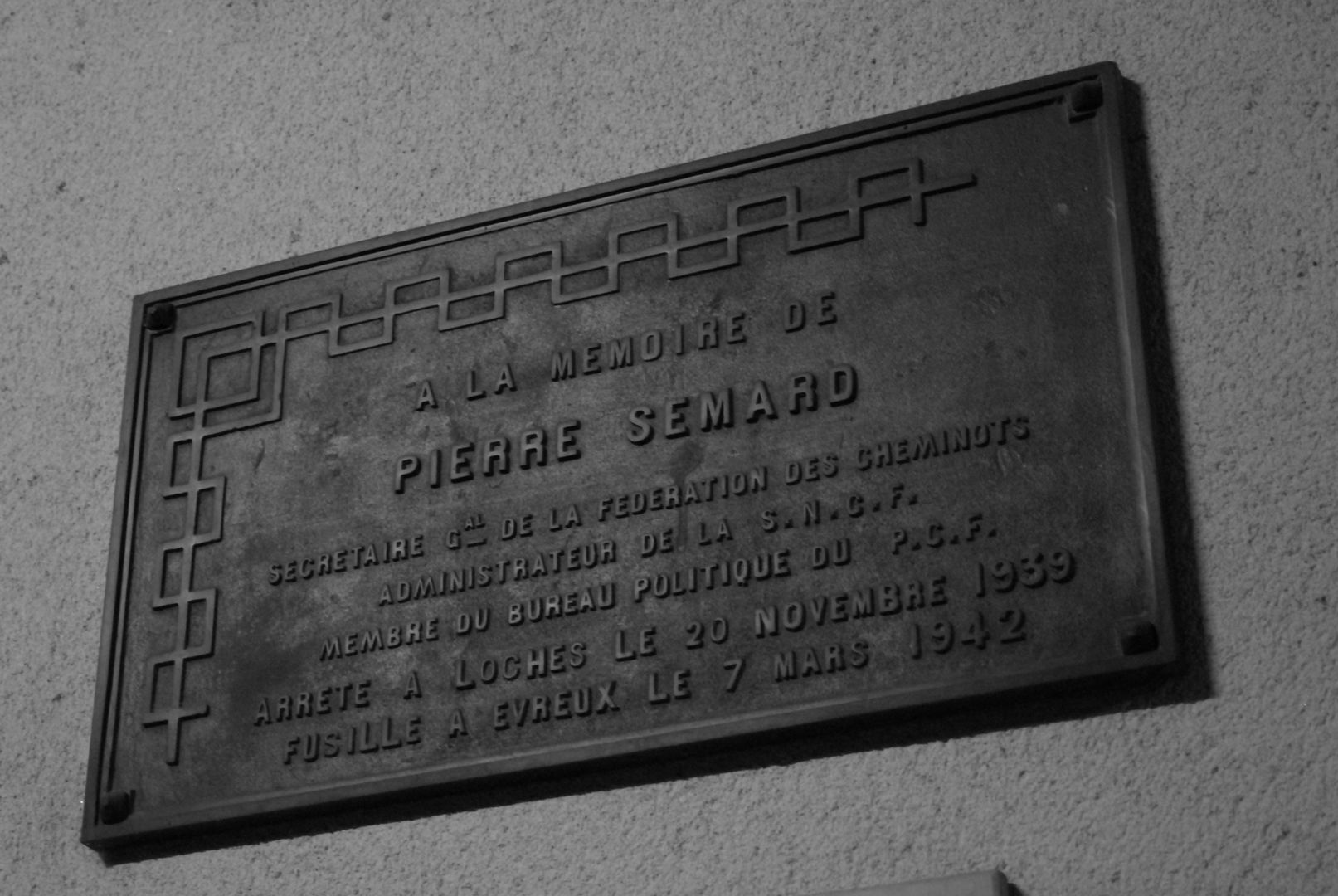
Plaque commémorative de la gare de Loches.

A l’initiative des syndicats CGT et UFCM-CGT des cheminots de Paris-Montparnasse, une plaque commémorative en l’honneur de Pierre Semard a été dévoilée le 7 mars 2024 dans le hall 3 Vaugirard de la Gare Montparnasse en présence de Thierry Nier, secrétaire général de la fédération CGT des cheminots.
Une rue Pierre-Semard, une avenue, un boulevard, une place, une esplanade ou une cité existent dans le 9e arrondissement de Paris ainsi qu'à :
- Abbeville (Somme), Achères (Yvelines), Ambérieu-en-Bugey (Ain), Angers (Maine-et-Loire), Angoulême (Charente), Argenteuil (Val-d'Oise), Arles (Bouches-du-Rhône), Arnouville-lès-Gonesse (Val-d'Oise), Aulnay-sous-Bois (Seine-Saint-Denis), Aurillac (Cantal), Avignon (Vaucluse), Avion (Pas-de-Calais),
- Bagneux (Hauts-de-Seine), Beauchamp (Val d’Oise),Bédarieux (Hérault), Bègles (Gironde), Berre-l'Étang (Bouches-du-Rhône), Besançon (Doubs), Béziers (Hérault), Blainville-sur-l'Eau (Meurthe-et-Moselle), Le Blanc-Mesnil (Seine-Saint-Denis), Bobigny (Seine-Saint-Denis), Bonneuil-sur-Marne (Val-de-Marne), Boucau (Pyrénées-Atlantiques), Bourg-en-Bresse (Ain), Bourges (Cher), Bourgoin-Jallieu (Isère), Brest (Finistère), Brétigny-sur-Orge (Essonne), Brive (Corrèze),
- Calais (Pas-de-Calais), Cahors (Lot), Carhaix-Plouguer (Finistère), Carnoules (Var), Carpentras (Vaucluse), Chalette-sur-Loing (Loiret), Chalindrey (Haute-Marne), Chalon-sur-Saône (Saône-et-Loire), Châlons-en-Champagne (Marne), Chartres (Eure-et-Loir), Châtenoy-le-Royal (Saône-et-Loire), Châtillon (Hauts-de-Seine), Choisy-le-Roi (Val-de-Marne), Clermont-Ferrand (Puy-de-Dôme), Corbeil-Essonnes (Essonne), Cormeilles-en-Parisis (Val-d'Oise), Coulounieix-Chamiers (Dordogne),
- Die (Drôme), Dieppe (Seine-Maritime), Digne-les-Bains (Alpes-de-Haute-Provence), Dol-de-Bretagne (Ille-et-Vilaine), Dourdan (Essonne), Drancy (Seine-Saint-Denis), Dreux (Eure-et-Loir),
- Échirolles (Isère), Elne (Pyrénées-Orientales), Escaudœuvres (Nord), Épernay (Marne), Évreux (Eure),
- Fleury-les-Aubrais (Loiret), Foix (Ariège), Fontaine (Isère), Fontenay-sous-Bois (Val-de-Marne), Fosses (Val-d'Oise), Fouras (Charente-Maritime),
- La Garenne-Colombes (Hauts-de-Seine), Garges-les-Gonesse (Val d'Oise), Gisors (Eure), Givors (Rhône), Goussainville (Val-d'Oise), Grand-Quevilly (Seine-Maritime), Granville (Manche), Grenoble (Isère), Grasse (Alpes-Maritimes), Grigny (Rhône),
- Hagondange (Moselle), Harfleur (Seine-Maritime), Hénin-Beaumont (Pas-de-Calais),
- Issoudun (Indre), Ivry-sur-Seine (Val-de-Marne),
- Jarny (Meurthe-et-Moselle), Juvisy-sur-Orge (Essonne),
- Le Kremlin-Bicêtre (Val-de-Marne),
- Lagny-sur-Marne (Seine-et-Marne), Lambres-lez-Douai (Nord), Lanester (Morbihan), La Rochelle (Charente-Maritime), La Seyne-sur-Mer (Var), Le Havre (Seine-Maritime), Le Mans (Sarthe), Le Relecq-Kerhuon (Finistère), Le Teil (Ardèche), Les Sables-d'Olonne (Vendée), Limoges (Haute-Vienne), Lisieux (Calvados), Longueau (Somme), Lorient (Morbihan), Lunéville (Meurthe-et-Moselle), Lyon (Rhône),
- Mâcon (Saône-et-Loire), Maisons-Alfort (Val-de-Marne), Mantes-la-Jolie (Yvelines), Marseille (Bouches-du-Rhône), Massy (Essonne), Méricourt (Pas-de-Calais), Merlines (Corrèze), Migennes (Yonne), Miramas (Bouches-du-Rhône), Mitry-Mory (Seine-et-Marne), Moissy-Cramayel (Seine-et-Marne), Montceau-les-Mines (Saône-et-Loire), Montélimar (Drôme), Montereau-Fault-Yonne (Seine-et-Marne), Montgeron (Essonne), Montigny-lès-Metz (Moselle), Montluçon (Allier), Montreuil-sous-Bois (Seine-Saint-Denis), Morlaix (Finistère), Moyeuvre-Grande (Moselle),
- Nancy (Meurthe-et-Moselle), Nantes (Loire-Atlantique), Narbonne (Aude), Nice (Alpes-Maritimes), Nîmes (Gard), Nogent-sur-Marne (Val-de-Marne), Nogent-sur-Oise (Oise), Noisy-le-Sec (Seine-Saint-Denis),
- Ognes (Aisne), Oissel (Seine-Maritime), Orange (Vaucluse), Orléans (Loiret), Orly (Val-de-Marne), Oullins (Rhône),
- Pamiers (Ariège), Paray-le-Monial (Saône-et-Loire), Penmarc'h (Finistère), Périgueux (Dordogne), Persan (Val-d'Oise), Petit-Quevilly (Seine-Maritime), Ploufragan (Côtes-d'Armor), Pontarlier (Doubs), Port-de-Bouc (Bouches-du-Rhône), Port-Saint-Louis-du-Rhône (Bouches-du-Rhône), Portes-lès-Valence (Drôme),
- Reims (Marne), Rezé (Loire-Atlantique), Ris-Orangis (Essonne), Roanne (Loire), Romans (Drôme), Romilly-sur-Seine (Aube),
- Saint-Brieuc (Côtes-d'Armor), Saint-Cyr-l'École (Yvelines), Saint-Denis (Seine-Saint-Denis), Saint-Dizier (Haute-Marne), Saint-Étienne (Loire), Saint-Étienne-du-Rouvray (Seine-Maritime), Saint-Fons (Rhône), Saint-Germain-des-Fossés (Allier), Saint-Martin-d'Hères (Isère), Saint-Martin-le-Vinoux (Isère), Saint-Maur-des-Fossés (Val-de-Marne), Saint-Nazaire (Loire-Atlantique), Saint-Pierre-des-Corps (Indre-et-Loire), Saint-Rambert-d'Albon (Drôme), Saint-Sulpice-la-Pointe (Tarn), Saint-Uze (Drôme), Saint-Vallier (Saône-et-Loire), Saint-Yzan de Soudiac (Gironde), Sainte-Geneviève-des-Bois (Essonne), Sallaumines (Pas-de-Calais), Seclin (Nord), Sète (Hérault), Sévérac d'Aveyron (Aveyron), Sin-le-Noble (Nord), Somain (Nord), Sotteville-lès-Rouen (Seine-Maritime), Sucy-en-Brie (Val-de-Marne),

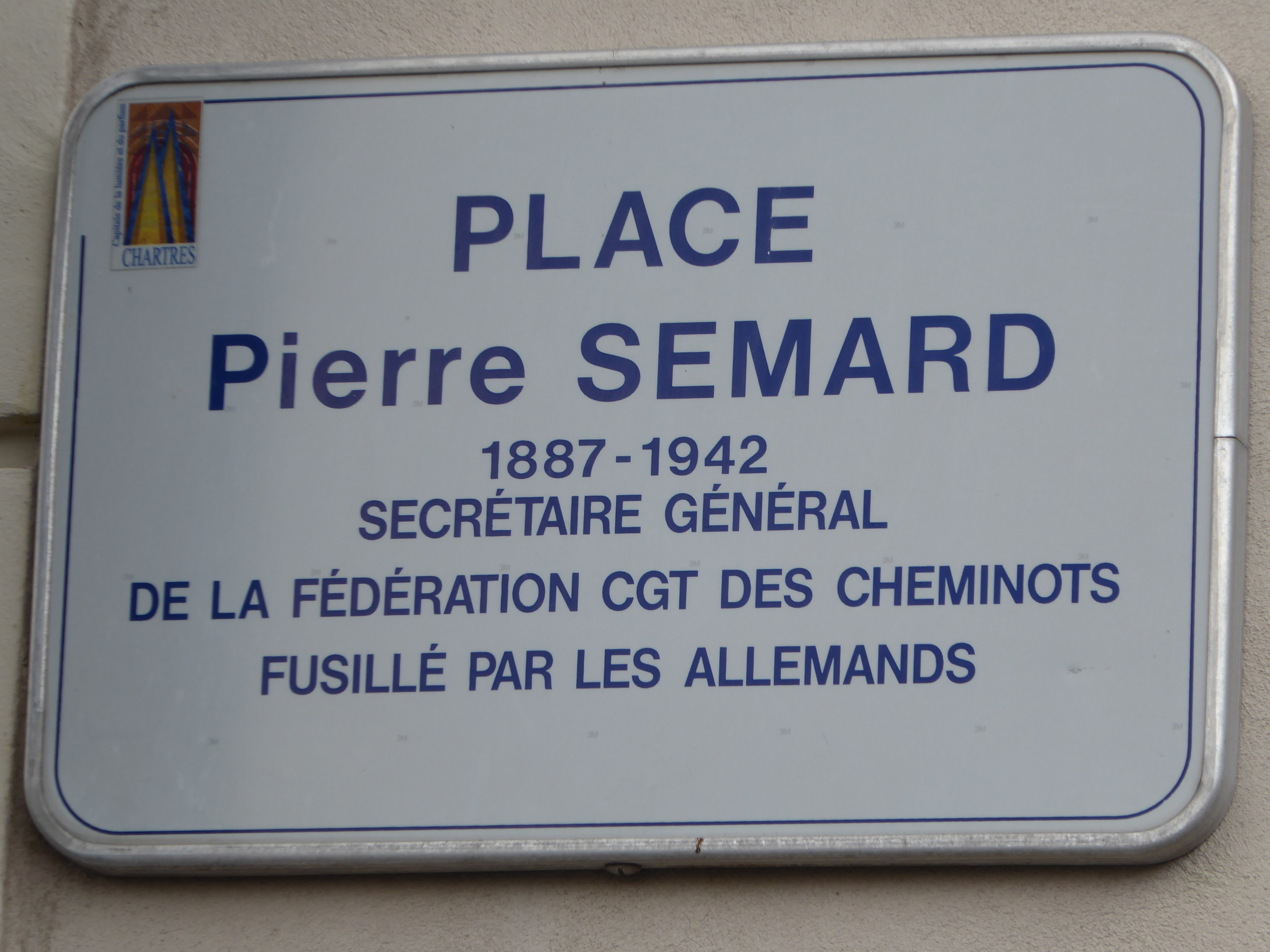
Plaque place Pierre-Semard à Chartres.

- Tarnos (Landes), Tergnier (Aisne), Toulon (Var), Toulouse (Haute-Garonne), Tourcoing (Nord), Tours (Indre-et-Loire), Trappes (Yvelines), Trélazé (Maine-et-Loire), Le Tréport (Seine-Maritime),
- Valence (Drôme), Valenton (Val-de-Marne), La Varenne-Saint-Hilaire (Val-de-Marne), Varennes-Vauzelles (Nièvre), Vénissieux (Rhône), Vernon (Eure), Vienne (Isère), Vierzon (Cher), Vigneux-sur-Seine (Essonne), Villeneuve-lès-Avignon (Gard), Villeneuve-Saint-Georges (Val-de-Marne) Villerupt (Meurthe-et-Moselle), Villiers-le-Bel (Val-d'Oise), Villiers-sur-Orge (Essonne), Vincennes (Val-de-Marne), Vitry-le-François (Marne), Vitry-sur-Seine (Val-de-Marne), Voiron (Isère)
- Yerres (Essonne)… soit 203 villes (au moins), dont de nombreuses préfectures, réparties sur l'ensemble du territoire français[27].

À Bragny-sur-Saône, village natal, une stèle commémorative ornée d'un médaillon de bronze garde le souvenir du militant syndical et dirigeant communiste.
L'implantation de cette trace mémorielle dépasse largement ce qui pourrait relever de l'implantation municipale communiste, même en tenant compte de l'importance de celle-ci durant la période de l'après-guerre (1945-1947). Elle va au-delà des communes-cités "cheminotes" traditionnelles, bien présentes naturellement. Elle tendrait à montrer la résonance nationale que son nom et son destin tragique suscitent, alors que les cheminots sont eux-mêmes glorifiés par le film de René Clément : La Bataille du rail.
Il existe une rue Pierre-Semard à Abidjan-Plateau (République de Côte d'Ivoire)
Il existait en RDA, gérée par la Fédération des syndicats des travailleurs allemands (FDGB), une maison de repos Pierre-Semard, à Ferch dans le district de Potsdam[réf. souhaitée].

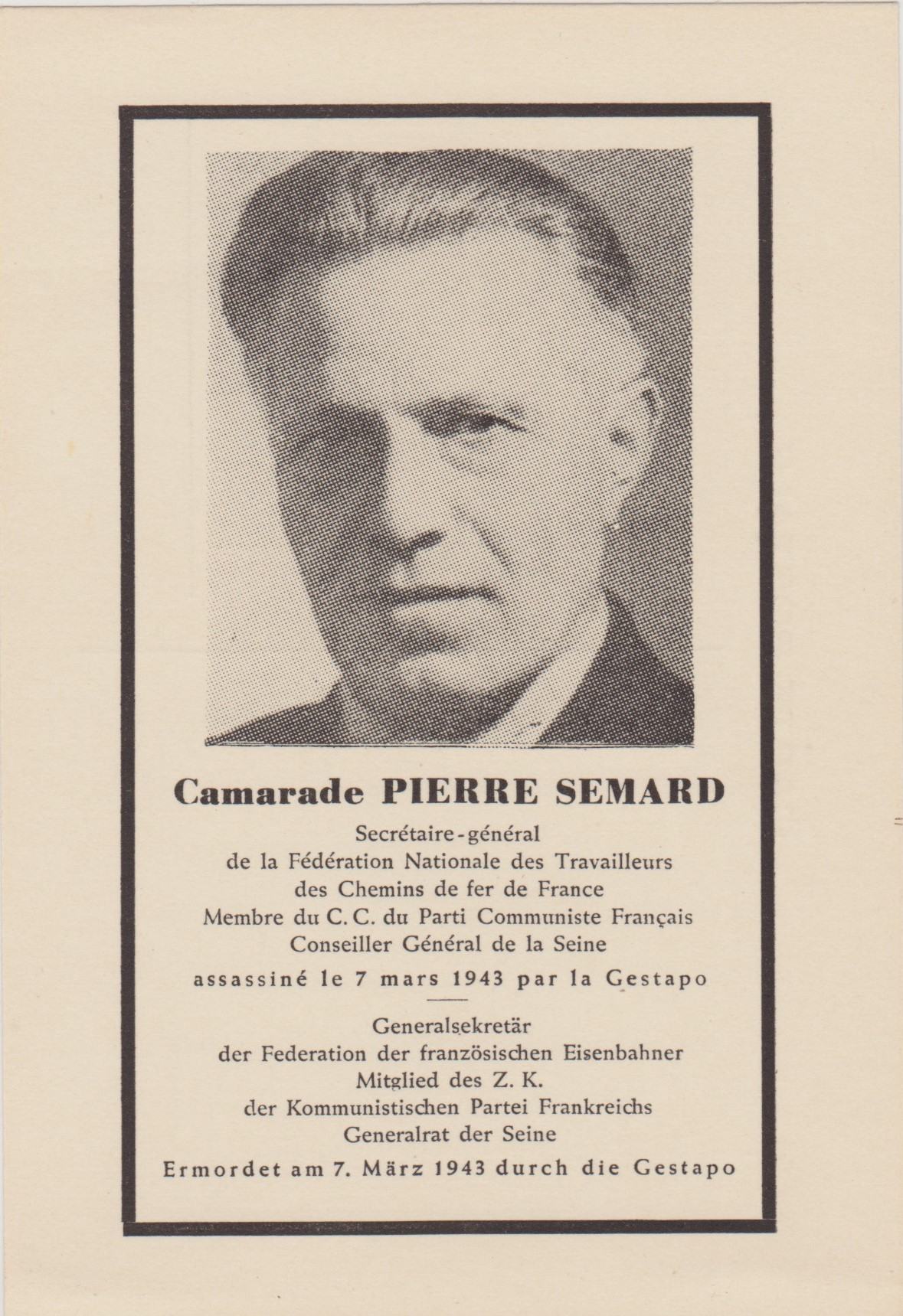
Carte postale bilingue en l'honneur de Pierre Semard, éditée en France et en RDA.

Un monument à la mémoire des agents du réseau PLM de la SNCF de la région de Chalon-sur-Saône, et des membres de leurs familles "morts pour la France", durant la Seconde Guerre mondiale (1939-1945), est érigé devant la gare SNCF de Chalon-sur-Saône. Pierre Semard y figure en médaillon au centre du monument de 2 mètres de haut sur 3 mètres de long.
Une stèle en hommage à Pierre Semard a été inaugurée en mars 1999 à la prison d'Évreux, à l'occasion du 57e anniversaire de son exécution par les allemands en présence du Ministre des Transports Jean-Claude Gayssot (communiste), du maire d'Évreux  et de dirigeants de la Fédération CGT des cheminots
Une stèle est également inaugurée en mars 2012 à Paray-le-Monial (Saône-et-Loire).

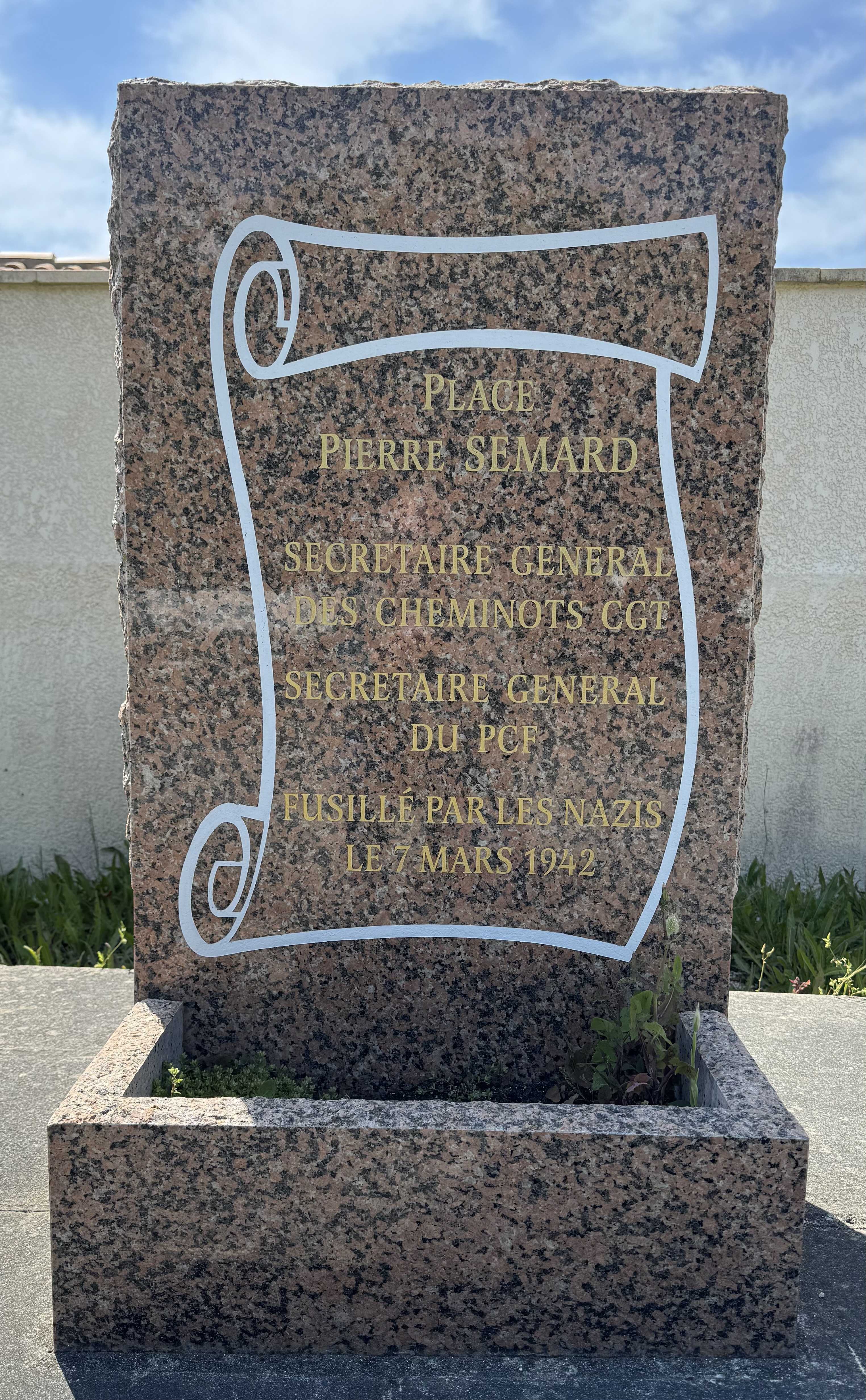
Stèle en hommage à Pierre Semard

Il existe aussi une rue et une stèle à Saint-Georges-d'Oléron en Charente Maritime.  la stèle se trouve sur le parking de la plage près de la rue de la forêt où un terrain appartenait à sa famille à Domino.
Des cartes (postales ou non) ont été éditées reprenant son portrait. L'une d'entre elles comporte au verso le texte de sa dernière lettre telle qu'elle est popularisée par le Parti communiste et la fédération CGT des cheminots : « Je sais que les nazis qui vont me fusiller sont déjà des vaincus et que la France saura poursuivre le bon combat. Vivent l'Union soviétique et ses alliés, vive la France ! »

## Sources et bibliographie
- Serge Wolikow, notice « Pierre Semard », in Dictionnaire biographique du mouvement ouvrier français (Le Maitron en ligne).
- Philippe Robrieux, Histoire intérieure du parti communiste, tome IV, Fayard, Paris, 1984 : notice Pierre Sémard, p. 496-500.
- Article de Xavier Vigna in L'Humanité, 5 février 2007 p. 19 : De la légende édifiante à l'histoire de Pierre Sémard. Compte-rendu d'un colloque tenu à Dijon par l'Université de Bourgogne et l'Institut CGT d'histoire sociale des cheminots, dont le livre suivant publie les travaux (lire en ligne).
- Serge Wolikow (et autres contributeurs), Pierre Semard, éditions Le cherche midi, Paris, 2007, 290 pages. Préface de Georges Séguy  (ISBN 978-2-7491-1035-6)
- Yvette Sémard[34], En souvenir de l'avenir. Au jour le jour dans les camps de Vichy, éditions L'Arbre verdoyant, 1991, 197 pages.
- notice Raymonde Sémard (fille de Pierre Sémard), à l'occasion de son décès le 22 février 2011, in L'Humanité, 25 février 2011.

Pour situer Pierre Sémard dans sa profession de cheminot, avec d'utiles notations sur le militant syndical :
- Joseph Jacquet (sous la direction de), Les cheminots dans l'histoire sociale de France, fédération nationale des cheminots CGT & éditions sociales, Paris, 1967, 318 pages.
- Jean Gacon (et collectif de militants), Batailles du rail, éditions Messidor & fédération CGT des cheminots, Paris, 1986, 222 pages  (ISBN 2-209-05840-6)
- Christian Chevandier, Cheminots en grève ou la construction d'une identité (1848 - 2001), Maisonneuve & Larose, Paris, 2002 400 pages  (ISBN 2-7068-1589-2)